# بیده (سمیرم)
بیده شهری در بخش پادنا علیا، شهرستان سمیرم، استان اصفهان است.
این شهر در سال ۱۳۹۵ دارای ۱٬۶۱۸ نفر (۴۳۹ خانوار) جمعیت بوده‌است.

## تبدیل به شهر
در تاریخ ۲۷ اسفند ۹۷ دکتر رحمانی فضلی در ابلاغیه‌ای به رضایی استاندار اصفهان با تبدیل روستای بیده مرکز بخش پادنای علیا شهرستان سمیرم به شهر موافقت کرد.
مرکز بخش پادنا علیا روستای بیده می‌باشد که در تاریخ فوق به شهر تبدیل شده‌است.